# Космос-2
Космос-2 (00269 / 1962 Йота 1) — советский спутник серии «Космос», типа «1МС» серия № 1. Был запущен 6 апреля 1962 года с космодрома Капустин Яр, стартовый комплекс «Маяк-2» ракетой-носителем «Космос 11К63».

## Первоначальные орбитальные данные спутника
- Перигей — 211,6 км
- Апогей — 1545,6 км
- Период обращения вокруг Земли — 102,25 минуты
- Угол наклона плоскости орбиты к плоскости экватора Земли — 49°

## Аппаратура, установленная на спутнике
Радиоаппаратура для исследования ионосферы.